# ロシア・ウクライナガス紛争

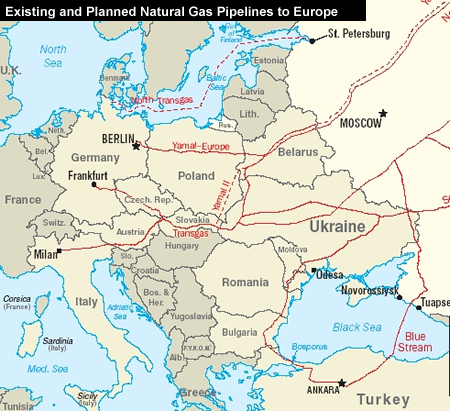
ロシアから欧州へのパイプライン

ロシア・ウクライナガス紛争（ロシア・ウクライナガスふんそう）とは、ソビエト連邦の崩壊後、ロシアとウクライナ両国間で継続して生じている一連の天然ガスの供給・料金設定をめぐる争いのことである。両国とも当事者は政府ではなく、ガス供給事業者であるガスプロム社とナフトガス・ウクライナ社であるが、両社とも国営企業であるため、二国間での争いと見ることもできる。2006年、2008-2009年、2014年に「紛争」は発生した

## 紛争に至る経緯
ロシアは、ソ連時代に東欧から西欧にかけて一大パイプライン輸送網を構築、大量に産出される天然ガスを各国に輸出している。特に、ウクライナを含む独立国家共同体諸国に対しては、歴史的な経緯から欧州諸国に比して割安な価格で供給していた。ただし、ウクライナ向けガス価格は、パイプライン輸送料とのバーター決済の価格指標として機能していたに過ぎず、この価格で販売されていたわけではない点に留意が必要である。
この紛争に関しては被害者と見られることが多いウクライナだが、そもそもウクライナ側はソ連時代から再三ロシアに無断でのガスの抜き取りを行っていた。特に、ソ連崩壊後の1990年代初頭は料金不払い・無断抜き取りが多発していたため、幾度にもわたるガス供給停止が発生している。
この紛争には直接関係ないものの、ソ連崩壊後の混乱期に、ロシア側がウクライナとの貿易において代金の不払いを行った過去がある。そのため、ロシア側が天然ガスの供給を実際にストップさせた事に対する不満が、ウクライナ側に溜まる余地は十分あることが推測できる。

## 2005年から2006年の紛争

### 紛争の背景
2004年にウクライナで、オレンジ革命が発生。新政権が、親欧米の立場を鮮明にした。ロシアはウクライナの野党勢力（与党と拮抗状態）を後押ししていることもあり、影響力の低下を危惧したロシア側がウクライナ現政権に対する制裁として行った措置である、との見解が当初報道された。
しかし、ロシア側は、国際的なエネルギー価格高騰に対応した市場原理に基づく経済的行動であるとして政治的意味合いを否定している。実際に、今回の改訂ではウクライナの他に、ロシアと良好な関係を維持し続けるアルメニア等に対しても同様にガス料金改定を行っている。また、ガス料金自体は低価格のまま据え置かれているベラルーシに対しても、ガス料金を低価格のまま据え置く代償として保有する天然ガスパイプラインの権益の一部をロシアに譲渡することが決められている。

### 紛争の経緯
2005年3月、ガスプロム社とベラルーシ政府が、ガス供給に関する契約更改を実施。料金は1,000立方メートルあたり46.5ドルの格安な価格が設定された（ただし、価格を低価格のまま据え置く代償として、ロシア側はベラルーシ南部を通るパイプラインの権益を要求し、ベラルーシはこの要求を受け入れた）。
2005年4月、ガスプロム社とウクライナ政府が、ガス供給に関する契約更改交渉を実施。1,000立方メートルあたり現行50.0ドルから改訂後160.0ドル（後に交渉過程で230.0ドルに上昇）へ大幅な上昇を伴う料金改定が提示されたことから、交渉は紛糾状態となる。
2005年12月、ガスプロム社がウクライナ政府に対して、契約がまとまらなかった場合には2006年1月1日からガス供給を停止すると改めて表明(供給停止の可能性については4月の段階で触れられていた)。ウクライナ政府は、1994年にロシア、アメリカ合衆国、イギリスが経済的圧力に対する安全保障を約束したブダペスト覚書に反するとし、ロシア政府に抗議するとともに、アメリカ合衆国政府、イギリス政府に対して介入を求めた。
2006年、ガスプロム社がウクライナ向けのガス供給を停止。ただし、ウクライナ向けのガス供給は、対欧州連合諸国向けと同じパイプラインで行われていたため、EU諸国向けの供給量からウクライナ向けの供給量の30%を削減する形で行われた。ウクライナ側は、これを無視する形でガスの取得を続行。たちまちパイプライン末端にある欧州連合諸国へ提供されるガス圧は低下し、各国は大混乱となった。1月4日、中間業者を介在させることを条件に、95ドルの価格設定で供給を再開する妥協をみた。

### 紛争の余波
2006年2月、ウクライナ最高会議（議会）は、一連のガス紛争で政府の対応に問題があったとして、内閣不信任案を賛成多数で採択。オレンジ革命で誕生したユシチェンコ政権は、危機を迎えている（ちなみに、この際ユシチェンコ大統領はモスクワを訪問し、ロシアとの｢新たなパートナーシップを結ぶ｣事を確認している）。
2006年3月、ウクライナでは総選挙が実施され、ロシアとの関係強化を主張する野党が大幅に議席を伸ばした。また、ティモシェンコもユシチェンコ政権のロシアに対する弱腰姿勢を批判し、第二党に付けた。ユシチェンコ大統領の与党は第三位党に転落し議会内の多数派工作にも失敗し、8月にヤヌコーヴィチを首班とする内閣が成立した。連合協定の中でヤヌコーヴィチ首相は「NATO加盟は国民投票で決定する」として、ロシアに配慮する姿勢を見せている。
天然ガスの供給不安に直面した欧州連合諸国は、ガスの調達先や輸入ルートの変更、原子力発電の見直しなども視野に入れた、エネルギー政策の転換が模索され始めた。
サハリンにてロシアと天然ガス開発を進めている日本も、政治的な圧力が掛かる余地のある計画に対して、リスクの検討を余儀なくされている。
ウクライナ経由でガス供給を受けている中欧や西欧諸国は影響を被ったが、当のウクライナの市民生活には大きな影響は出なかった。これは、公式にはウクライナが天然ガス地下貯蔵庫から天然ガスをくみ出したこと、産業に利用制限を課して市民向けに優先的に回したためと説明されているが、欧州諸国向けのガスも抜き取ったためと言われている。2006年は比較的温暖なキエフですらマイナス30℃近いという異常な寒さであったこともあり各地で暖房設備が故障したが、これとガス供給の問題とに関連はない。なお、ドニプロペトロウシク、ルハンシク、ヴィーンヌィツャ、ザポリージャなど多くの都市で暖房が停止するという事態が発生した。
ウクライナへのガス供給が停止すると真っ先に深刻な影響を被るのはEU諸国であるということが判明したため、今後の各国は対応に迫られている。
ウクライナを迂回（うかい）してヨーロッパに天然ガスを供給するノルド・ストリームおよびサウス・ストリーム建設にも拍車がかかるものと見られる。
2006年1月から2月にかけて、ロシア西部の市場で塩が不足気味となり価格が高騰した。これは岩塩の輸出元であるウクライナが、天然ガス値上げの報復措置として価格をつり上げるというデマが流れたためである。

## 2008年の紛争

### 紛争の背景
ガスプロム側は2006年までの紛争を受けて、対ウクライナ向けのガス輸出を、子会社であるロスウクレエネルゴ社を通じて供給するシステムを採った。これは料金を低減させるために、ロシア産のガスに割安な中央アジア産のガスを混合させるシステムで、混合比率によっては料金が乱高下する複雑なものであった。

### 紛争の経緯
2008年2月、ガスプロムは、ウクライナがガス購入代金として約15億ドル滞納していると主張し、供給の停止を警告した。これは安価な中央アジア産ガスの輸出量が減少した際に、ロシア産ガスを充当した差額とされる。両国の首脳間の交渉により、ウクライナ側が料金の支払いに応じたことから対立は解消するかに見えたが、ガスプロム側はさらに2008年1月及び2月分の6億ドルの追加支払いを要求。これに対して、ウクライナ側が子会社を通じた供給体制の見直しを要求して、交渉は暗礁に乗り上げた。
2008年3月3日、ガスプロムはガス供給を25%削減する対抗措置を、さらに当日の夜に10%の追加削減を実施した。当日はウクライナ側が備蓄を取り崩して対応したことから、2006年のような欧州全体への影響は回避されている。

## 2009年の紛争

ウクライナのガス抜き取りにより被害を受けたヨーロッパ諸国。

### 紛争の経緯
ガスプロムはウクライナ側のガス滞納料金は罰金を含めて約21億ドルに上り、全額返済しなければ1月1日からガスを止めると警告。ウクライナは2008年12月30日、罰金を除く滞納分に相当する約15億ドルを返済したと主張したが、罰金の6億ドルの返済時期を含めて合意には達せず、1月1日にガス供給を停止された。1月18日、ロシアのプーチン首相とウクライナのティモシェンコ首相は、2009年度のガス供給価格に関しては20%の割引を行うが、2010年度以降はヨーロッパ諸国と同じ価格を支払うことで合意した。

### 紛争の余波
2006年の紛争と同様、ウクライナを経由してガス供給を受けていたヨーロッパ諸国は影響を被ることになった。特にバルカン半島諸国ではこの紛争の余波が直撃する形になり、1月6日にブルガリア・ギリシャ・トルコ・マケドニアへのガス供給が全面停止した。
ロシアはバルカン半島などにガス紛争の影響を与えないようにするため、黒海海底を経由するサウス・ストリームの建設を進めている。

### 2010年の合意（ハリコフ合意）
2010年1月の大統領選挙の結果、前首相で地域党党首のヴィクトル・ヤヌコーヴィチが大統領となり、4月、ウクライナがクリミアでのロシアの黒海艦隊の駐留期限を延長する見返りに、ロシアはウクライナ向けガス代金を割り引くという2国間のハリコフ合意が成立した。

## 2014年
2014年ウクライナ騒乱により、ウクライナの親露政権が崩壊したことから、代金未払いが続けば供給そのものを打ち切る可能性を示唆した。ガスプロム側は、天然ガスの輸出代金の未払いが18億ドル以上に達したと指摘している。同年5月8日、ロシア側は未払い金が支払われなかったことを理由に、同年6月1日から前払い制へ移行することを通告。ガス代金は、268.5ドル（1,000立方メートル）から485.50ドル（同）へ値上げするものとした。
同月15日、ウラジーミル・プーチン大統領は、ウクライナ経由でガス供給を行っているスロバキアなどの東欧諸国に対し、ウクライナがガス料金を支払わなければ6月1日以降、ガスの供給を行わない可能性を通知。ロシアがウクライナのガス問題を国際化させる一方、翌日、ロシア・エネルギー相は、ウクライナが未払い代金のうち22億3,700万ドルを支払えばガスの値下げ交渉に応じると示唆。欧州委員会が仲介に入り、両国のエネルギー担当相を含めた三者協議が行われた結果、ウクライナが代金の支払いについて前向きな姿勢を見せたが、月末までに支払った代金は7億8,600万ドルとロシア側が示す債務の三分の一でしかなかった。
2014年以降、ウクライナはロシア産天然ガスへの依存を低下させる政策を実施。輸入量を低下させることで、ロシア側との間で交渉する余地を広げた。2019年は、2009年に二国間で調印した天然ガスの輸送契約が切れる年であったが、大きな混乱もなく新たな契約が調印された。

## 2022年ロシアによるウクライナ侵攻以降
2022年ロシアによるウクライナ侵攻以降も、欧州連合（EU）加盟国のオーストリアやハンガリー、スロバキアなどは、契約に基づきウクライナを通過するパイプライン輸送を通じてガスの供給を受けてきた。2024年で満期となる通過契約の更新にあたり、ロシア側は期限を延長の意向を示してきたが、ウクライナ側が拒否。2025年1月1日、ロシアのガスプロムは、ウクライナ経由のガス供給を停止した。
多くの国ではベラルーシ・ポーランド経由のパイプライン輸送で急場をしのぐこととなったが、地理的、地政学的にウクライナ経由のパイプライン輸送に頼らざるを得ない沿ドニエストル共和国では、一般家庭へのガス供給が全面停止した。